# 路殺

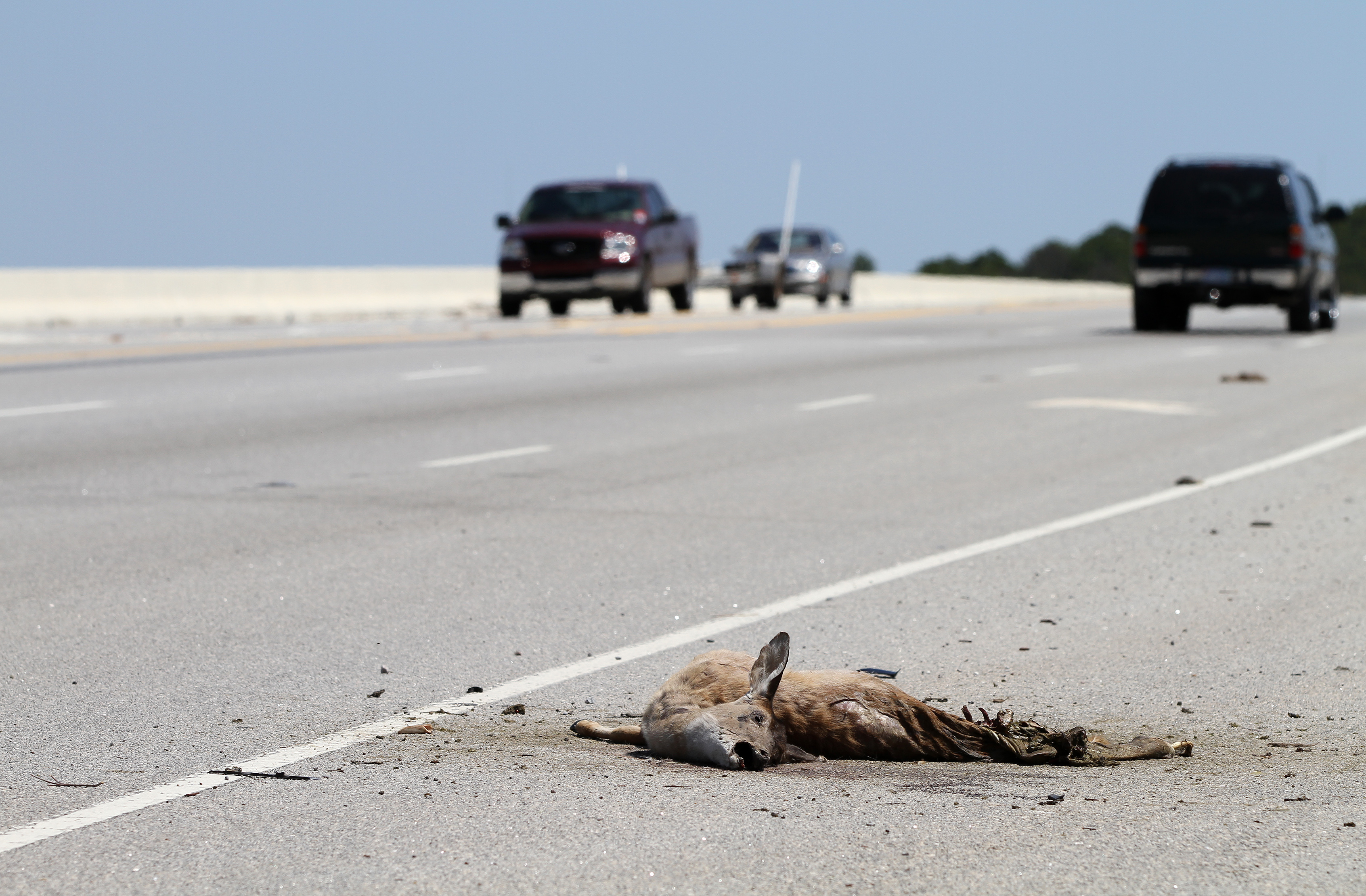
美国南卡罗来纳州170号公路上因交通意外致死的一只白尾鹿尸体

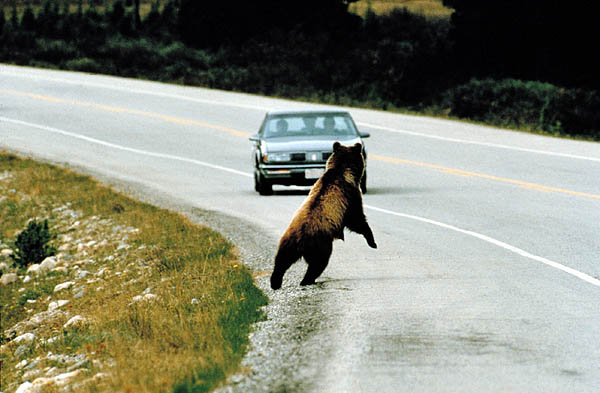
大型野生动物比如这只熊容易因交通致死

路殺（英語：Roadkill）指的是道路上的動物因機動車輛的碰撞或碾軋而死亡的現象。
這些事故可能造成野生動物的死亡，也可能造成司机或道路管理部门的經濟上的損失，并涉及到交通安全和野生动物保护的問題。在人類活動增加，對某區域進行道路建設，車輛增加，與在當地生活的野生動物的活動區域重疊後，交通導致動物死亡的現象就會增加。
路杀是全球脊椎动物死亡的主要原因之一。美国佛罗里达州35%的美洲狮死于路杀。据估计, 加拿大每年约有1,380万只鸟死于路杀；美国则达到了8,900万至3.4亿只。

## 名称
英语中，这类撞（压）死的动物的情況稱為（在臺灣有使用簡稱RK者），中文可直译为“路杀”、“路死”等。

## 历史
20世纪初期，在大多数工业化的第一世界国家，随着内燃机和汽车的使用，马路上的动物尸体成为常见的景象。
在欧洲和北美洲，鹿是最可能导致车辆损坏的动物。
在澳大利亚，为防止动物损坏车辆，有的车主会装上车前格栅护栏。

## 原因

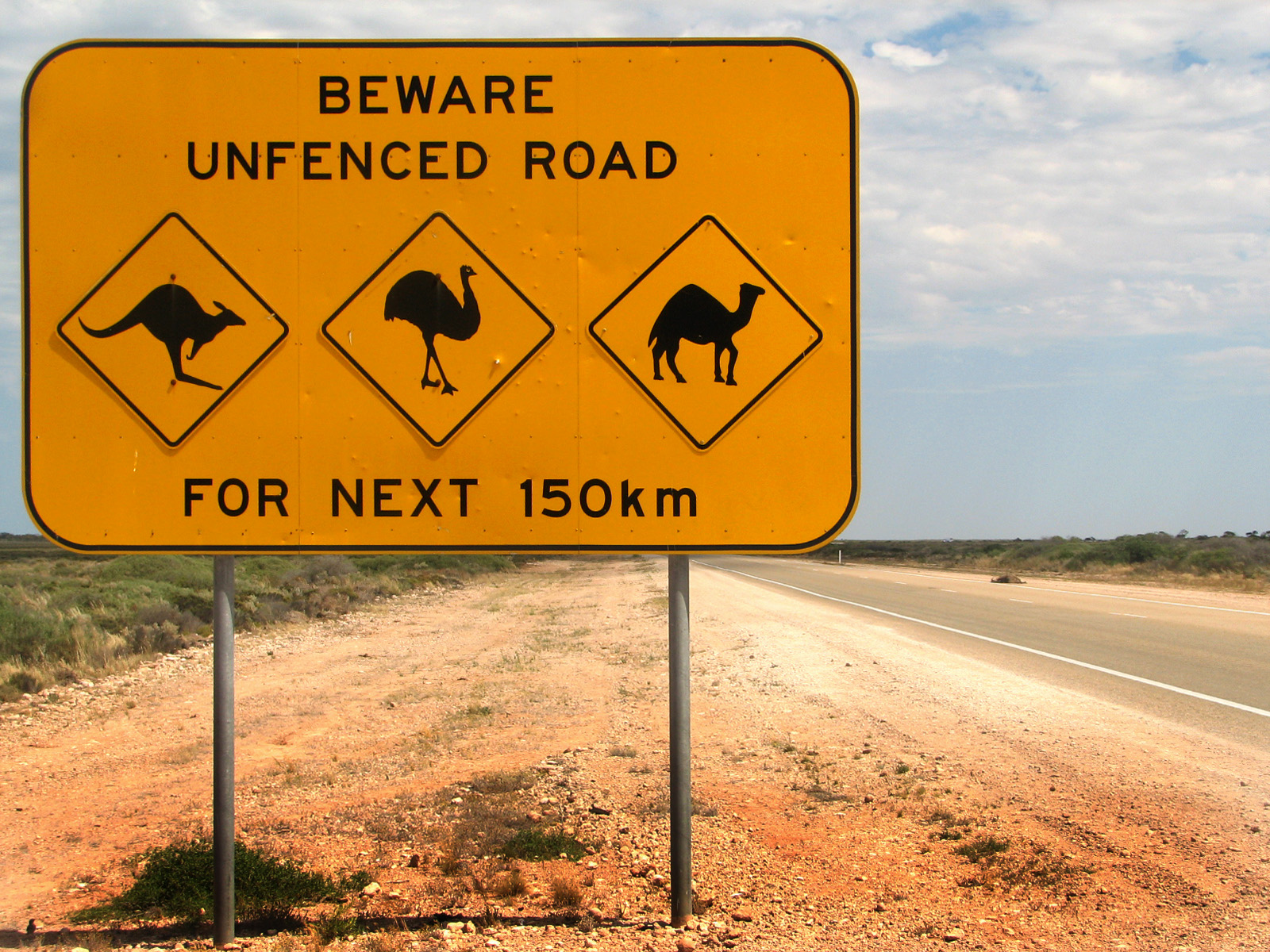
交通标志经常用于警告动物经常出没的地区。这些标志并不是总会起作用，图中标志的右边远端即有一只因交通致死的鸸鹋

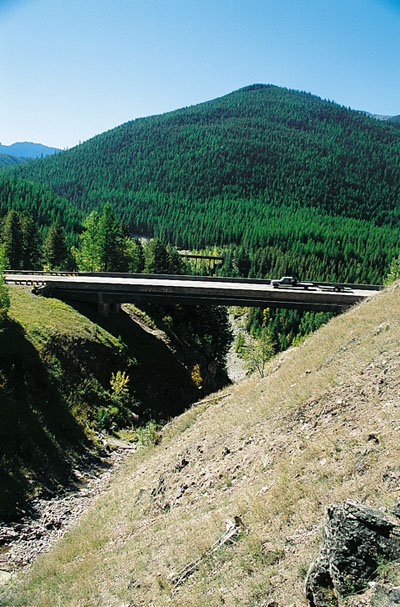
雪羊曾经必须穿过2号美国国道到达峡谷另一侧的盐舔食处。现在它们可以通过这些桥下的岩石通道（图中树荫遮蔽处）到达那里

不少公路的扩展是建立在改变和分隔野生动物栖息地之上的，这限制了野生动物的活动范围，导致广泛的野生动物因交通致死现象。
漫不经心地驾驶、不注意其他事物在车辆路径中的运动、以过高的速度行驶，都会导致出现更多的动物因交通致死现象。
1996年加拿大安大略的一项研究发现，许多爬行动物在车辆轮胎通常不经过的地方被碾杀，由此推断一些司机故意轧死爬行动物。:138为了验证这个假设，2007年的研究发现，2.7％的司机有意地击中研究者伪装成蛇和海龟的诱饵。研究者观察到有的司机加速或变道以撞上诱饵。:142男性司机比女性司机更频繁地撞上诱饵。:140–141
用作车辆驶离马路时提醒司机之用的路肩震动带，有的是使用道路用盐铺成的。动物可能会把它当成盐舔食处而被吸引而来进行舔盐行为。

## 后果
车辆与动物的碰撞可能有许多负面后果：
- 受到车辆撞击的动物的痛苦和死亡
- 车辆乘客的受伤或死亡
- 家畜或宠物的损失
- 危害濒危物种
- 车辆损坏
- 经济损失（清理、修理车辆等）
- 不雅观的场景，可能会影响旅游业[13]

## 防止

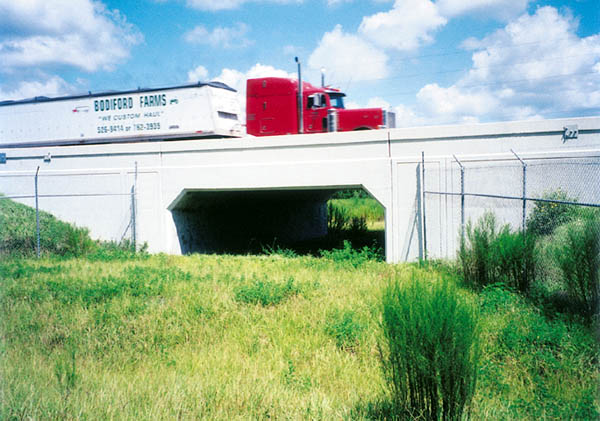
美国佛罗里达州国道46号一段桥下的野生动物通道。注意通道两侧还加装了引导用的栅栏

- 设立道路交通標誌以提醒司机该地带有野生动物出没
- 野生动物通道
- 半隔离的道路给动物留出口，使得动物进入道路之后找得到出去的路
- 设置栅栏以完全隔离道路，不过较为昂贵
- 上保险以抑制经济损失
- 车辆上装鹿哨（英语：deer whistle），空气流过鹿哨时其发出超声波或其他高频率声波，以驱赶鹿或袋鼠等

## 尸体处理
从公路上清除动物尸体对于公共安全至关重要。清除尸体可以消除尸体对马路驾驶者的干扰和生物性危害。尽快移除尸体也可以防止其他野生动物进入道路试图食用尸体，或是防止同类动物试图取回它们同伴的尸体。有时，人们并不清除动物尸体，而是将其转移到附近给其他野生动物食用，但不会放置于水域附近以防水被污染。用木屑覆盖尸体可以帮助分解，同时掩盖气味。

### 食用
某些交通致死的动物，可能會被當成食物。甚至有专门描述如何食用交通致死动物的菜谱书。不过食用交通致死动物被一些人认为不安全。

## 外部鏈結
- 全球路殺网络 （页面存档备份，存于）
- 台灣動物路死觀察網Taiwan Roadkill Observation Network （页面存档备份，存于）